# Alfons Cervera
Alfons Cervera (Gestalgar, Valencia, 1947) es un escritor español en lenguas castellana y valenciana. Cervera ha ido elaborando desde finales de los años noventa una narrativa centrada en la recuperación de la memoria de la guerra civil española. 
En sus últimas novelas muestra una parte de la historia de España narrada a través de las voces de los perdedores de la guerra. Voces que intentan recuperar la dignidad de los represaliados durante el franquismo, olvidados a través del pacto político de la Transición española y parcialmente reivindicados desde finales del siglo XX. 
Su reivindicación social está vinculada a la Asociación para la Recuperación de la Memoria Histórica.
También ha desarrollado una amplia actividad como periodista desde los años 80, tanto en radio (Radio 3, Ràdio 9) como en prensa escrita (Levante-EMV, Cartelera Turia eldiario.es e Infolibre), donde ha alternado la columna de opinión (con preferencia por temáticas sociales) con la crítica cultural (principalmente literaria y musical).
Su novela 'Maquis' formó parte del programa de la Agregation (oposiciones a Cátedra de Enseñanza Secundaria en Francia), junto al 'Lazarillo' y Doña Bárbara, de Rómulo Gallegos.
Algunas de sus novelas se han traducido al francés, al alemán y al italiano, y son también ampliamente estudiadas en EE. UU. y Reino Unido.
También ha desarrollado una amplia actividad como periodista desde los años 80, tanto en radio (Radio 3, Ràdio 9) como en prensa escrita (Levante-EMV, Cartelera Turia, eldiario.es e infoLibre)

## Obra

### Novela
- De vampiros y otros asuntos amorosos (1984)
- Fragmentos de abril (1985)
- La ciudad oscura (1987)
- Nunca conocí un corazón tan solitario (1987)
- El domador de leones (1989)
- Nos veremos en París, seguramente (1993)
- El color del crepúsculo (1995)
- Els paradisos artificials (1995)
- Maquis (1997)
- La noche inmóvil (1999)
- La risa del idiota (2000)
- L'home mort (2001)
- El hombre muerto (2002)
- La sombra del cielo (2003)
- Aquel invierno (2005)
- La lentitud del espía (2007)
- Esas vidas (2009)
- Tantas lágrimas han corrido desde entonces  (2012)
- Las voces fugitivas (2013)
- Todo lejos (2014)
- La noche en que los Beatles llegaron a Barcelona (2018)
- Otro mundo (2016)
- Claudio, mira (2020)
- El boxeador (2024)

### Poesía
- Canción para Chose (1985)
- Francia (1986)
- Hyde park blues (1987)
- Sessió contínua (1987)
- Los cuerpos del delito (2003)

### Recopilación de artículos periodísticos
- La mirada de Karenin, artículos periodísticos (1994)
- Diario de la frontera (2000)
- Gürtel & company : (una serie valenciana) (2011)

### Cómic
- Adéu a la francesa (1991), con dibujos de Juan Puchades

### Ensayo
- Yo no voy a olvidar porque otros quieran (2017)
- Algo personal. ¿Te ha picado alguna vez una abeja muerta? (2021)